# فيرينك زابو
فيرينك زابو (6 يوليو 1921 المجر - 12 مارس 2009) هو لاعب كرة قدم مجري سابق كان يلعب كمهاجم.